# История промышленной экологии
Рождение промышленной экологии обычно приписывается статье, посвященной промышленным экосистемам, написанным Фрошем и Галлопулосом, которая появилась в специальном выпуске 1989 года Scientific American, но основные принципы области появились намного ранее. Промышленная экология появилась из нескольких идей и понятий, некоторые из которых относятся ко времени 19-го века. Эта статья является попыткой обрисовать в общих чертах историческое наращивание, которое привело к появлению промышленной экологии как понятия и как область научного исследования.

## До 1960-х годов
Термин "Промышленная экология" использовался вместе с "Промышленным симбиозом", по крайней мере, с 1940-х. Экономическая география была, возможно, одной из первых областей, которые использовали эти термины. Например, в статье, опубликованной в 1947, Джордж Т. Реннер, обращаясь к "Общему принципу Промышленного Местоположения" как к "Закону Промышленной Экологии",  кратко заявил, что:
Любая промышленность имеет склонность располагаться в пункте, обеспечивающем оптимальный доступ к его компонентам или составляющим элементам. Если все эти составляющие элементы сочетаются, местоположение промышленности предопределено. Однако, если они разбросаны слишком далеко, промышленность расположена так, чтобы быть самой доступной для того элемента, который был бы самым дорогим или трудно доставляемым и становится фактором выбора места для рассматриваемой промышленности.
В той же самой статье автор определяет и описывает промышленный симбиоз:
Часто местоположение промышленности не может быть полностью понято исключительно с точки зрения её местных элементов компонента. Есть отношения между отраслями промышленности, иногда простые, но часто довольно сложные, которые выходят на первый план и усложняют анализ. Важнейший среди них - это явление промышленного симбиоза. Этим обозначается взаимодействие  двух или большего числа несходных отраслей промышленности. Когда тщательно исследуется промышленный симбиоз, отмечается, что он представлен двумя видами - разделяющим и соединительным.
Очевидно, что понятие промышленного симбиоза не было новым для области экономической географии, так как та же самая классификация используется Уолтером Г. Лезиусом в его статье "География стеклянного производства в Толедо, Огайо" 1937 года, также изданной в Журнале Экономической Географии.
Используемый в различном контексте, термин "промышленная экология" также найден в газете 1958 года, обеспокоенной отношениями между экологическим воздействием от увеличивающейся урбанизации и ценностными ориентациями родственных народов. Тематическое исследование в Ливане:
Центральной экологической переменной в данном исследовании является экологическая подвижность, или движение людей в пространстве. Это очевидно, что современная промышленная экология требует большей адаптивной подвижности, чем традиционная организация народной деревни.

## 1960-е
В 1963 мы нашли термин Промышленная Экология (определенный как "сложная экология современного промышленного мира") использованный для описания социального характера и сложности в пределах промышленных систем:
... промышленные организации являются социальными, а не механическими системами. Фирма является не только рабочей организацией с рабочей целью. Это - скорее сообщество со своей собственной 'политикой', поскольку оно вовлечено в проблемы, касающиеся надлежащего распределения власти между людьми и группами людей, и с вопросами человека, и престижа группы, влияния, статуса и положения... [и он приходит к заключению, что] понимание, которое изучает управление, как ожидают, является не меньшим, чем проницательным достижением в Промышленную Экологию большой сложности.
В 1967 президент американской ассоциации продвижения науки пишет в "The experimental city" что "Есть примеры промышленного симбиоза, где одна промышленность откармливает на убой, или, по крайней мере, нейтрализует траты другого..." Тот же самый автор в 1970 говорит о "Следующей Промышленной революции". Понятие материала, энергетического разделения и повторного использования является главным в его предложении по поводу новой промышленной революции, и он ставит в пример агропромышленный симбиоз в качестве практического пути к достижению этого:
Объектом следующей промышленной революции является гарантия, что не будет такой вещи как отходы на основании того, что отходы являются просто небольшим количеством вещества, которое мы не знаем, как использовать... Следующая промышленная революция является созданием новой, огромной [промышленности, которая]... не произведет продукты, а, скорее, подвергнет переработке вещи, которые мы называем отходами, таким образом, что они могут быть воспроизведены на фабриках в вещи, в которых мы нуждаемся... Наличие города около сельской местности позволит выбрасываемому теплу использоваться, чтобы ускорить биологические процессы разложения органических отходов, прежде чем они возвратятся в землю. Это могло бы закончиться в изящной договоренности - электростанции определили бы местонахождение достаточно близко к центру использования людям, которым нужна власть, но также и, в пределах экономики, достаточно близко к землям сельского хозяйства, так, чтобы выбрасываемое тепло могло использоваться там. Это - пример агропромышленного симбиоза, если Вам нравится называть его так.
В этих ранних статьях, "Промышленная Экология" используется в её буквальном смысле - как система взаимодействующих промышленных предприятий. Отношение к природным экосистемам (или через метафору, или через аналогию) не является явным. Промышленный симбиоз, с другой стороны, уже ясно определен как тип промышленной организации, и термин симбиоз одолжен у экологических наук, чтобы описать аналогичное явление в промышленных системах.

## 1970-е
Промышленная Экология была предметом исследования Научно-исследовательского института Промышленной политики Японии с 1971. Их определение Промышленной Экологии: "исследование для перспектив динамической гармонизации между деятельностью человека и природой системным подходом, основанным на экологии (JIPRI, 1983)". Эта программа закончилась на многих отчетам, которые доступны только на японском языке.
Одно из самых ранних определений Промышленной Экологии было предложено Гарри Цви Эваном на семинаре Экономической Комиссии Европы в Варшаве (Польша) в 1973 (статья была впоследствии опубликована Эваном в Журнале для International Labour Review в 1974, издание 110 (3), стр 219-233). Эван определил Промышленную Экологию как систематический анализ промышленных операций включая факторы, такие как: технология, окружающая среда, природные ресурсы, биомедицинские аспекты, институционные и правовые вопросы, а также социально-экономические аспекты.
В 1974 году понятие Промышленной Экологии, возможно, впервые связали со способом циклического производства (а не линейного, заканчивающегося, чтобы пропасть впустую). В этой статье необходимость перехода к "открытой, мировой Промышленной Экологии" используется в качестве аргумента в пользу потребности установить лунные отрасли промышленности:
Низкий уровень жизни обеспечивает сильный повод для большинства развивающихся стран повысить их производительность и вырасти экономно. Увеличение населения (в то время, как это длится) является еще более влиятельным аргументом для увеличенного мирового потребления. Таким образом давление на ресурсы продолжает расти. Вместо того, чтобы сожалеть о нем, мы лучше будем расти с ним. Только посредством перехода к открыто-мировой Промышленной Экологии - той, которая включает и мягкую промышленную революцию на Земле и внеземную индустриализацию - поможет преодолеть существующие очевидные пределы росту.
Много элементов современной Промышленной Экологии были привычны промышленным секторам прежнего Советского Союза. Например, “kombinirovanaia produksia” (объединенное производство) присутствовала с самых ранних лет Советского Союза и способствовала формированию образцов советской индустриализации. “Bezotkhodnoyi tekhnologii” (безотходная технология) были введены в заключительные десятилетия СССР как способ увеличить промышленное производство, ограничивая воздействие на окружающую среду. Федор Давитай, советский ученый из республики Грузия, описывал в 1977 году аналогию, связывающую промышленные системы с естественными системами как модель для желательного перехода к более чистому производству:
Природа работает без любых отходов производства. То, что отклонено некоторыми организмами, предоставляет еду другим. Организация промышленности на этом принципе — с отходами производства некоторых отраслей промышленности, предоставляющих сырье другим — средства, в действительности осуществляющие самопроизвольные процессы в качестве модели, поскольку в них разрешение всех возникающих противоречий является движущей силой прогресса.

## 1980-е
К 80-м Промышленная Экология была уже "продвинута" на предмет исследования, который во всем мире охватили несколько институтов. В статье 1986 года, опубликованной в Журнале Экологического Моделирования, есть полное описание Промышленной Экологии, и аналогия с природными экосистемами ясно заявлена:
Структура и внутренняя работа индустриального общества напоминает из природной экосистемы. Понятия в экологии, такие как: среда обитания, последовательность, трофический уровень, ограничивающие факторы и метаболизм сообщества могут также относиться к исследованиям экологии индустриального общества. Например, промышленность в обществе может вырасти или уменьшиться в результате динамических изменений во внешних ограничивающих ресурсах и в иерархической и/или метаболической структуре того общества. Изучая экологию индустриального общества (впредь называемую 'Промышленная Экология'), полезны эти понятия и методологии, используемые в исследованиях экосистем.
Фактически, в вышеупомянутой статье есть попытка смоделировать "промышленную экологическую систему". Модель составлена из семи главных секций: промышленность, население, рабочая сила, живущее государство, окружающая среда и загрязнение, общее состояние здоровья и гигиена труда. Заметьте грубое подобие с факторами Эвана, как заявлено в вышеупомянутой секции.
В течение 80-х наблюдается появление другого родственного термина, "промышленный метаболизм". Термин использован как метафора для организации и функционирования промышленной деятельности. В статье, защищающей "биологическую модуляцию земного углеродного цикла", автор включает экстраординарное вводное примечание:
Между прочим, нужно отметить, что это - внутренняя способность жизни распространяться по экспоненте до столкновения с пределом, установленным доступностью биологически годной  восстановительной способности, или истощение некоторого критического питательного вещества, или автотоксичный эффект, наложенный жизнью на его собственную среду. Эти пределы универсальны, относясь к микробным экосистемам, а также к демографической динамике на вид неограниченного биологического супердоминантного признака, таким как Человек разумный (здесь, окончательная граница, вероятно, будет установлена автотоксичным эффектом, проявленным "extrasomatic" (промышленный) метаболизмом человеческого рода).

## 1989-е - Решающие статьи
В 1989 были опубликованы две статьи, которые сыграли решающую роль в истории промышленной экологии. Первая была названа "Промышленный Метаболизм" Робертом Айрисом. Айрис, по сути, закладывает основы Промышленной Экологии, хотя этот термин не может быть найден в этой статье. В приложение статьи он включает "теоретическое исследование биосферы и промышленной экономики как системы материального преобразования и уроки, которые могли бы быть извлечены из их сравнения". Он предполагает, что:
Мы можем думать и о биосфере, и о промышленной экономике как системе для преобразования материалов. Биосфера, поскольку она уже существует, является почти прекрасной системой для переработки материалов. Дело было не так, когда жизнь на земле начиналась. Промышленная система сегодня напоминает раннюю стадию биологического развития, когда самые примитивные живые организмы получили свою энергию из запаса органических молекул, накопленных в течение предбиотических времен. Все более и более необходимо для нас изучить уроки биосферы и изменить наш промышленный метаболизм, приводя к процессу энерго- и ценностно-упругому, важному для экономического развития... Мы должны не только заявлять, но действительно подтвердить одобряемый промышленный метаболизм, который приведет к уменьшенному извлечению девственных материалов, уменьшенной потере ненужных материалов и увеличенной переработке полезных.
Термин "Промышленная Экология" получает господствующее внимание позже в том же самом году (1989) в статье "Scientific American", названную "Стратегии Производства". В этой статье Р.Фрош и Н.Галлопулос задаются вопросом, "почему наша промышленная система не ведет себя как экосистема, в которой отходы одной разновидности могут быть ресурсом к другой разновидности? Почему не бы продукции промышленности не быть входными ресурсами другого, таким образом уменьшая использование сырья, загрязнение и экономя на переработке отходов?"
Это видение родило понятие Экологического технопарка - промышленного комплекса, которым управляют принципы Промышленной Экологии. Известный пример расположен в датском технопарке в городе Кэландборг. Там несколько связей побочных продуктов и выбрасываемого тепла проведены между многочисленными предприятиями, такими как крупная электростанция, нефтеперерабатывающий завод, фармацевтический завод, фабрика гипсокартона, изготовитель ферментов, очистные сооружения и сам город.
Взгляды Фроша и Галлопулоса были просто определенными способами расширения более ранних идей, таких как эффективность и восстановление стоковых вод, предложенных более полно Бакминстером и его студентами (например, Дж. Болдуин), и параллельных идей об энергетической когенерации, таких как у Амори Ловинса и института Rocky Mountain.

## 1990-е
В 1991 К. Кумар Патель организовывал плодотворный коллоквиум по Промышленной Экологии, проведенный 20 и 21 мая 1991, в Национальной академии наук в Вашингтоне, округ Колумбия. Работы были позже опубликованы на Слушаниях Национальной академии наук США, и они формируют превосходную ссылку на Промышленной Экологии. Бумаги включают в себя:
"Промышленная экология: понятия и подходы"
"Промышленная экология: философское введение"
"Экология рынков"
"Промышленная экология: размышления о коллоквиуме"
Все двадцать три бумаги доступны онлайн.

## 21-й век
Научное поле Промышленной Экологии быстро росло в последние годы. Журнал "Промышленная Экология" (с 1997), международное общество Промышленной Экологии (с 2001) и журнал "Прогресс в Промышленной Экологии" (с 2004) дает Промышленной Экологии сильное и динамическое положение в международном научном сообществе. Промышленные принципы Экологии также появляются в различных стратегических сферах, таких как понятие Круглой Экономики, которая продвигается в Китае. Хотя определение Круглой Экономики должно все же быть формализовано, обычно центр основывается на стратегиях, таких как создание кругооборота материалов и льющихся каскадом энергетических потоков. Пример этого - выбрасываемое тепло от одного процесса, чтобы управлять другим процессом, который требует более низкой температуры. Это максимизирует эффективность использования энергии. Надежда состоит в том, что стратегия, такая как это создаст более эффективную экономику с меньшим количеством загрязнителей и другим нежелательным продуктами.